# Argentina i olympiska vinterspelen 1976
Argentina deltog med åtta deltagare vid de olympiska vinterspelen 1976 i Innsbruck. Ingen av landets deltagare erövrade någon medalj.